# Нямецкая икона Божией Матери
Нямецкая икона Божией Матери — почитаемая в Православной церкви икона Богородицы. На лицевой стороне изображена Богоматерь с младенцем, с обратной — Георгий Победоносец. Оригинал находится в Нямецкой лавре в Румынии.

## История
Нямецкая икона Божией Матери в 1401 году (по другим данным в 1426 году) была пожертвована византийским императором Иоанном Палеологом Ясскому митрополиту Иосифу (Сочавскому) во время княжения Александра Романовича I Доброго. Икона была передана митрополитом в Вознесенский Нямецкий монастырь. По преданию, она является списком с иконы «Лиддская», написанной евангелистом Лукой. Впоследствии на обратной стороне иконы было приведено изображение Георгия Победоносца, поражающего змия, в честь того, что этот образ был написан на его родине. Перед этой иконой, в разное время, молились Григорий Потемкин, святитель Амвросий (Серебренников). Преподобный Паисий Величковский, до своего отшествия на гору Афон, приходил к ней на поклонение. Также он в 1790 году принял сан архимандрита в Нямецком монастыре перед этой иконой от святителя Амвросия.
В конце XV веке господарь Молдовы Стефан Великий, перед одним из сражений в местечке недалеко от Нямца, видя немалую вражескую силу, послал в Нямецкий монастырь за молитвенной поддержкой. После этого сражение завершилось полной победой. В знак признательности за молитвы и по собственной благочестивой традиции святой Стефан в 1497 году возвёл в Нямце новый каменный собор в честь Вознесения Господня, где была установлена Нямецкая икона Божией Матери на почетном месте слева от Царских врат.
В настоящее время Нямецкая икона Божией Матери пребывает в соборном храме Вознесения Господня Нямецкого монастыря в Румынии.

## Списки с иконы

### «Воронежский»
Список чудотворного образа позднее был пожертвован неким молдавским князем помещику Черткову, одному из владельцев слободы Михайловки Богучарского уезда Воронежской губернии. В 1846 (по другим сведениям в 1848) году образ крестным ходом перенесли в Михайловскую церковь в честь Рождества Христова. На иконе, написанной на полотне древним искусным писанием и помещенной в позолоченную с серебром ризу, была надпись на молдавском языке. Перевод на обратной стороне образа гласил:
Достоверное изображение чудотворныя иконы Пресвятыя Богородицы, которое находится во святом монастыре, именуемом Нямецким (Намцулы), на земле Молдавской; прислано от благочестивейшего Константинопольского императора Андроника Палеолога Александру, воеводе страны Молдавской, в 6907 (1399) году.

### Ново-Нямецкая икона

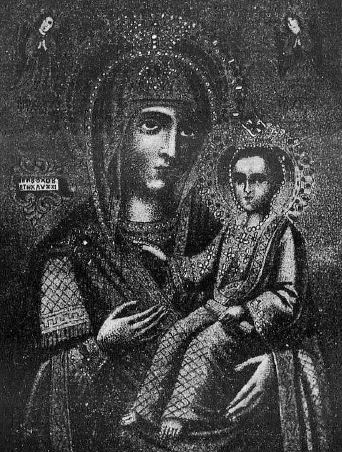
Ново-Нямецкая икона, 1911 год.

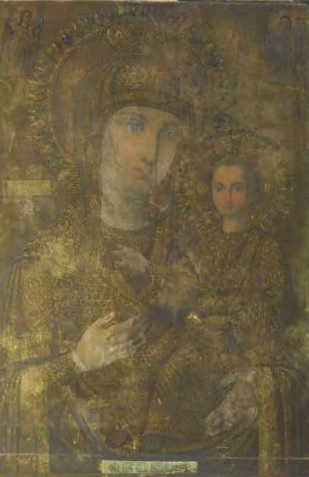
Список Ново-Нямецкой иконы, написанный маслом. Ново-Нямецкий монастырь.

По заказу иеросхимонаха Андроника (Поповича) иеромонах Дамиан (Павлов) и монах Митрофан (Хамуз) выполнили список с иконы Нямецкого монастыря.
Икона двухсторонняя: с одной стороны изображена Богоматерь «Одигитрия», с другой — великомученик Георгий на троне. В Санкт-Петербурге
художник С. Ф. Верховцев выполнил серебряный с позолотой оклад. 10 (22) октября 1864 года икону в окладе привезли в Ново-Нямецкий (Кицканский) монастырь в Молдове, основанный 13 (25) января 1864 года, и встречена со словами:
Се приходит Мать наша в новоустроенную обитель, которая именуется Ново-Нямецкой... Приходит!.. Кто приходит? Царица Спасительница рода христианского. Неподвижимое утверждение… Неложная Заступница… страх и трепет тех, кто не верует и не поклоняется Ей. Припадем к Богородице во умилении и сокрушении сердца и вознесем немолчный глас.
На следующий день икону освятил архимандрит Варлаам (Чернявский), благочинный монастырей Кишинёвской епархии. Икона была поставлена в Никольской церкви монастыря. В 1865 году в Ново-Нямецком монастыре было установлено празднование Ново-Нямецкой иконе на 11 октября с водосвятием и крестным ходом с этой иконой. Также был составлен акафист иконе.
31 марта (12 апреля) 1879 года икона была перенесена в новый храм монастыря в честь Воздвижения Честного и Животворящего Креста Господня.
От этой иконы также произошли многочисленные чудотворения. Архимандрит Варлаам (Чернявский) описал 48 чудес, происшедших от неё в 1867—1892 годах. Свидетельства о них хранятся в центральном архиве города Кишинёва. В 1940 году, после установления советской власти, стоимость иконы определили в 140 000 рублей. В этом же году она была вывезена монахами монастыря в монастырь Кэлдэрушани в Румынию, где находится и в настоящее время.
В Ново-Нямецком монастыре был сделан список, написанный маслом на холсте (дата написания неизвестна). Этот список в 1962 году во время закрытия монастыря взял себе монах Вадим (Тритяченко). В 1990 году, во время возрождения монастыря, он был обнаружен у него в виде свернутого потемневшего холста. После возвращения этого списка в обитель, через 2-3 года заметили, что стали яснее проступать лики Спасителя и его Пречистой Матери. Чудесным образом икона начала обновляться. Сейчас она находится в Ново-Нямецком монастыре.
9 сентября 2013 года, во время посещения монастыря патриархом Кириллом, ему был преподнесён из рук наместника архимандрита Паисия (Чекана) список иконы Ново-Нямецкой Божией Матери, выполненный в обители.

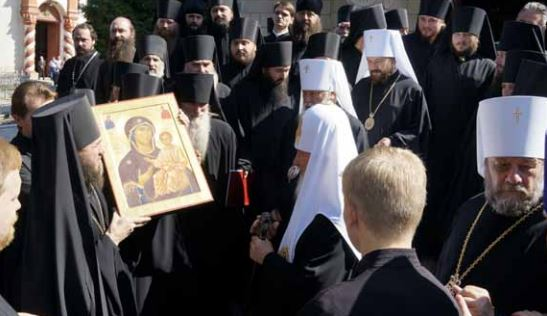
Вручение списка Ново-Нямецкой иконы Патриарху Кириллу братией монастыря. 9 сентября 2013 года

## Дни празднования
26 июня (9 июля) — праздник иконы Божией Матери «Нямецкая».
24 (11) октября — память прибытия 10 (22) октября 1864 года в Ново-Нямецкий монастырь списка с иконы.